# Asamblea Nacional de Ayacucho
La Asamblea Nacional de Ayacucho fue una Asamblea Constituyente instalada en el Perú luego de que el entonces presidente Nicolás de Piérola abandonara Lima luego de la ocupación militar de esta ciudad por parte de tropas chilenas en el marco de la Guerra del Pacífico en 1881.

## Contexto histórico
Tras las derrotas en San Juan y Miraflores, y la ocupación de Lima por las tropas chilenas realizada el 17 de enero de 1881, Nicolás de Piérola pasó a la sierra y declaró como capital o sede de gobierno el lugar donde él se encontrase. Finalmente, se estableció en Huamanga, donde convocó a la asamblea nacional, la misma que se instaló el 28 de julio de 1881. Ante esta asamblea, Piérola renunció a la dictadura que ejercía desde 1879.  La Asamblea, no obstante, lo invistió con el título de Presidente Provisorio y dio un Estatuto, también provisorio, el día 29 de julio. Como ministro general fue nombrado el marino Aurelio García y García. En octubre, Piérola conformó su gabinete ministerial, en el que figuraba Andrés A. Cáceres como ministro de Guerra, pero este gabinete nunca llegó a reunirse. Este gobierno fue paralelo al de Francisco García Calderón, el gobernante de La Magdalena.
Piérola se propuso continuar la guerra contra Chile y sugirió resucitar la Confederación Perú-Boliviana para atacar por retaguardia a los chilenos. Incluso, llegó a viajar a Bolivia para coordinar con el presidente boliviano Narciso Campero dicho plan. Pero sucesivos pronunciamientos realizados en Arequipa, Cajamarca y Chosica lo obligaron a renunciar a la presidencia el 28 de diciembre de 1881. En su proclama a la nación, declaró lo siguiente:

"El deber para con la Patria que me trajo al gobierno del país en momentos de suprema angustia nacional ha sido cumplido sin tregua ni  descanso durante dos años a pesar de todos los obstáculos y a costa de todos los sacrificios. Cumplo ese mismo deber separándome del gobierno y del país en la terrible situación creada al Perú por los dañados elementos que encierra en su seno. Ese mismo deber me impone silencio. Que la Providencia salve a la nación del abismo abierto ante ella por sus propios hijos"

 Luego, partió hacia Europa.